# Харлоу, Поппи
Поппи Харлоу (англ. Poppy Harlow; род. 2 мая 1982, Миннеаполис, США) — журналистка. Соведущая утреннего шоу CNN This Morning вместе с Филом Мэттингли. Бывшая соведущая CNN Newsroom.

## Ранний период жизни
Родилась и выросла в Миннеаполисе, штат Миннесота, США. Её отец, Джеймс Ли Харлоу, умер, когда ей было 15 лет. Ее мать — Мэри Луиза Бэрд. Прозвище «Поппи» прижилось из детства.
В 2001 году Харлоу окончила Школу Блейка в Миннеаполисе. В 2005 году с отличием (Magna Cum Laude) окончила Колумбийский университет со степенью бакалавра в области политологии. В университете была членом общества Phi Beta Kappa. В 2022 году она получила степень магистра исследований права в Йельской школе права. Училась в Королевском колледже Лондона.

## Карьера
Работала ведущей и репортёром на NY1 News Local Edition и ведущей, репортёром и продюсером на Forbes Video Network. В 2008 году присоединилась к CNN. Была ведущей на CNNMoney.com, а позже корреспондентом CNN в Нью-Йорке. Брала интервью у влиятельных людей от премьер-министра Канады Джастина Трюдо до члена Верховного суда США Рут Бейдер Гинзбург и Марка Цукерберга.
15 сентября 2022 года было объявлено, что на тот момент новая утренняя программа с Харлоу, Доном Лемоном и Кейтлан Коллинз будет запущена позже в этом же году. 12 октября 2022 года было объявлено название шоу, CNN This Morning, и дата его запуска — 1 ноября 2022 года.
Репортажи Харлоу получили премию Грейси в категории «Лучшая онлайн статья-расследование» и награду Society for Advancing Business Editing and Writing (SABEW) в категории «Лучшее в бизнесе» за онлайн видео. 
В 2022 году, будучи ведущей CNN Newsroom, она была награждена Колумбийским колледжом Премией Джона Джея.
Харлоу является членом Совета по международным отношениям.

## Личная жизнь
Муж — Синиса Бабчич. У пары есть дочь Сиенна и сын Лука.